# Bundestagswahlkreis Stadt Hannover II
Der Bundestagswahlkreis Stadt Hannover II (Wahlkreis 42) ist ein Wahlkreis in Niedersachsen und umfasst den Südteil der zur Region Hannover gehörenden niedersächsischen Landeshauptstadt Hannover mit den Stadtteilen Ahlem, Badenstedt, Bemerode, Bornum, Bult, Calenberger Neustadt, Davenstedt, Döhren, Herrenhausen, Kirchrode, Limmer, Linden(-Nord, -Mitte und -Süd), Mitte, Mittelfeld, Mühlenberg, Nordstadt, Oberricklingen, Ricklingen, Seelhorst, Südstadt, Waldhausen, Waldheim, Wettbergen, Wülfel und Wülferode. Der Wahlkreis wurde bei allen Bundestagswahlen seit 1949 von den Direktkandidaten der SPD gewonnen. Die beiden prominentesten Wahlkreisabgeordneten waren die ehemaligen SPD-Vorsitzenden Kurt Schumacher und Erich Ollenhauer.

## Wahlkreisgeschichte
| Wahl      | Wahlkreisname         | Gebiet |
| --------- | --------------------- | --- |
| 1949      | 19 Stadt Hannover-Süd | Von Hannover die damaligen Stadtteile Badenstedt, Döhren, Wülfel, Kirchrode, Kleefeld, Limmer, Linden und Ricklingen |
| 1953–1961 | 41 Stadt Hannover-Süd | Von Hannover die damaligen Stadtteile Badenstedt, Döhren, Wülfel, Kirchrode, Kleefeld, Limmer, Linden und Ricklingen |
| 1965–1976 | 37 Hannover II        | Von Hannover das Stadtgebiet südwestlich der Bahnlinie Seelze–Hannover Hauptbahnhof–Göttingen ohne die Stadtteile Döhren und Wülfel |
| 1980–1998 | 37 Stadt Hannover II  | Von Hannover die Stadtteile Ahlem, Badenstedt, Bemerode, Bornum, Bult, Calenberger Neustadt, Davenstedt, Döhren, Herrenhausen, Kirchrode, Limmer, Linden, Mitte, Mittelfeld, Mühlenberg, Nordstadt, Oberricklingen, Ricklingen, Seelhorst, Südstadt, Waldhausen, Waldheim, Wettbergen, Wülfel und Wülferode |
| 2002–2005 | 42 Stadt Hannover II  | Von Hannover die Stadtteile Ahlem, Badenstedt, Bemerode, Bornum, Bult, Calenberger Neustadt, Davenstedt, Döhren, Herrenhausen, Kirchrode, Limmer, Linden, Mitte, Mittelfeld, Mühlenberg, Nordstadt, Oberricklingen, Ricklingen, Seelhorst, Südstadt, Waldhausen, Waldheim, Wettbergen, Wülfel und Wülferode |
| 2009      | 43 Stadt Hannover II  | Von Hannover die Stadtteile Ahlem, Badenstedt, Bemerode, Bornum, Bult, Calenberger Neustadt, Davenstedt, Döhren, Herrenhausen, Kirchrode, Limmer, Linden, Mitte, Mittelfeld, Mühlenberg, Nordstadt, Oberricklingen, Ricklingen, Seelhorst, Südstadt, Waldhausen, Waldheim, Wettbergen, Wülfel und Wülferode |
| 2013      | 42 Stadt Hannover II  | Von Hannover die Stadtteile Ahlem, Badenstedt, Bemerode, Bornum, Bult, Calenberger Neustadt, Davenstedt, Döhren, Herrenhausen, Kirchrode, Limmer, Linden, Mitte, Mittelfeld, Mühlenberg, Nordstadt, Oberricklingen, Ricklingen, Seelhorst, Südstadt, Waldhausen, Waldheim, Wettbergen, Wülfel und Wülferode |

## Wahlkreisabgeordnete
| Wahl            | Abgeordneter | Abgeordneter     | Partei | Stimmen in % |
| --------------- | ------------ | ---------------- | ------ | ------------ |
| 1949            |              | Kurt Schumacher  | SPD    | 55,1         |
| 1952 (Nachwahl) |              | Ernst Winter     | SPD    | 59,8         |
| 1953            |              | Erich Ollenhauer | SPD    | 51,9         |
| 1957            | 52,1         | Erich Ollenhauer | SPD    |              |
| 1961            | 53,9         | Erich Ollenhauer | SPD    |              |
| 1965            |              | Helmut Rohde     | SPD    | 51,0         |
| 1969            | 57,2         | Helmut Rohde     | SPD    |              |
| 1972            | 59,8         | Helmut Rohde     | SPD    |              |
| 1976            | 54,6         | Helmut Rohde     | SPD    |              |
| 1980            | 53,3         | Helmut Rohde     | SPD    |              |
| 1983            | 49,1         | Helmut Rohde     | SPD    |              |
| 1987            |              | Edelgard Bulmahn | SPD    | 46,3         |
| 1990            | 44,0         | Edelgard Bulmahn | SPD    |              |
| 1994            | 45,1         | Edelgard Bulmahn | SPD    |              |
| 1998            | 53,6         | Edelgard Bulmahn | SPD    |              |
| 2002            | 56,3         | Edelgard Bulmahn | SPD    |              |
| 2005            | 54,3         | Edelgard Bulmahn | SPD    |              |
| 2009            | 39,6         | Edelgard Bulmahn | SPD    |              |
| 2013            | 42,8         | Edelgard Bulmahn | SPD    |              |
| 2017            |              | Yasmin Fahimi    | SPD    | 33,7         |
| 2021            | 32,9         | Yasmin Fahimi    | SPD    |              |
| 2025            |              | Boris Pistorius  | SPD    | 36,2         |

## Wahlergebnisse

### Bundestagswahl 2025
| Kandidaten                                                                                | Kandidaten                   | Parteien/Listen     | Erststimmen | Erststimmen | Zweitstimmen | Zweitstimmen |
| Kandidaten                                                                                | Kandidaten                   | Parteien/Listen     | Stimmen     | %           | Stimmen      | %            |
| ----------------------------------------------------------------------------------------- | ---------------------------- | ------------------- | ----------- | ----------- | ------------ | ------------ |
|                                                                                           | Boris Pistoriusgewählt im WK | SPD                 | 57.216      | 36,2        | 34.913       | 22,1         |
|                                                                                           | Fabian Becker                | CDU                 | 28.168      | 17,8        | 29.685       | 18,8         |
|                                                                                           | Swantje Michaelsen           | GRÜNE               | 30.166      | 19,1        | 33.650       | 21,3         |
|                                                                                           | Robert Reinhardt-Klein       | FDP                 | 3.769       | 2,4         | 6.136        | 3,9          |
|                                                                                           | Micha Fehre                  | AfD                 | 16.190      | 10,2        | 16.411       | 10,4         |
|                                                                                           | Maren Kaminski               | DIE LINKE           | 17.908      | 11,3        | 26.100       | 16,5         |
|                                                                                           | —                            | Tierschutzpartei    | –           | –           | 1.446        | 0,9          |
|                                                                                           | —                            | dieBasis            | –           | –           | 220          | 0,1          |
|                                                                                           | Felix Röhrig Ruiz            | Die PARTEI          | 1.516       | 1,0         | 859          | 0,5          |
|                                                                                           | Andreas Hey                  | FREIE WÄHLER        | 863         | 0,5         | 529          | 0,3          |
|                                                                                           | Thomas Ganskow               | Piraten             | 491         | 0,3         | 345          | 0,2          |
|                                                                                           | Andreas Badenhop             | Volt                | 1.529       | 1,0         | 1.460        | 0,9          |
|                                                                                           | —                            | PdH                 | –           | –           | 140          | 0,1          |
|                                                                                           | Kurt-Peter Kleffel           | MLPD                | 249         | 0,2         | 82           | 0,1          |
|                                                                                           | —                            | Bündnis Deutschland | –           | –           | 149          | 0,1          |
|                                                                                           | —                            | BSW                 | –           | –           | 6.145        | 3,9          |
| Gesamt                                                                                    | Gesamt                       | Gesamt              | 158.065     | 100         | 158.270      | 100          |
|                                                                                           |                              |                     |             |             |              |              |
| Ungültige Stimmen                                                                         | Ungültige Stimmen            | Ungültige Stimmen   | 987         | 0,6         | 782          | 0,5          |
| Wähler                                                                                    | Wähler                       | Wähler              | 159.052     | 83,8        | 159.052      | 83,8         |
| Wahlberechtigte                                                                           | Wahlberechtigte              | Wahlberechtigte     | 189.782     |             | 189.782      |              |
|                                                                                           |                              |                     |             |             |              |              |
| Quellen: Die Bundeswahlleiterin, Kandidaten, Die Bundeswahlleiterin, Vorläufiges Ergebnis |                              |                     |             |             |              |              |

### Bundestagswahl 2021
Der Stimmzettel zur Bundestagswahl am 26. September 2021 umfasste 21 Landeslisten. Die Parteien erzielten folgende Ergebnisse.
| Direktkandidat          | Partei           | Erststimmen in % | Zweitstimmen in % |
| ----------------------- | ---------------- | ---------------- | ----------------- |
| Diana Rieck-Vogt        | CDU              | 18,4             | 15,8              |
| Yasmin Fahimi           | SPD              | 32,9             | 28,2              |
| Knut Gerschau           | FDP              | 6,7              | 9,3               |
| Reinhard Hirche         | AfD              | 4,5              | 4,7               |
| Sven-Christian Kindler  | GRÜNE            | 26,5             | 29,5              |
| Parwaneh Bokah Tamejani | DIE LINKE        | 5,2              | 6,2               |
| Juli Klippert           | Die PARTEI       | 1,7              | 1,2               |
| Robert Wulff            | Tierschutzpartei | 1,4              | 1,0               |
| Andreas Hey             | FREIE WÄHLER     | 0,6              | 0,5               |
| Thomas Ganskow          | PIRATEN          | 0,7              | 0,5               |
| –                       | NPD              | –                | 0,0               |
| –                       | V-Partei³        | –                | 0,1               |
| –                       | ÖDP              | –                | 0,1               |
| Else Kleffel            | MLPD             | 0,1              | 0,0               |
| –                       | DKP              | –                | 0,1               |
| Niels Heinrich          | dieBasis         | 1,1              | 1,0               |
| –                       | du.              | –                | 0,1               |
| –                       | LKR              | –                | 0,0               |
| Eduard Kirschmann       | Die Humanisten   | 0,2              | 0,1               |
| –                       | Team Todenhöfer  | –                | 0,8               |
| –                       | Volt             | –                | 0,6               |

Die direkt gewählte Abgeordnete Yasmin Fahimi legte zum 30. Mai 2022 ihr Bundestagsmandat nieder, um ihr Amt als Vorsitzende des Deutschen Gewerkschaftsbundes anzutreten.  Für sie rückte Daniela De Ridder in den Bundestag nach. Aus dem Wahlkreis sind weiterhin die über die jeweiligen Landeslisten eingezogenen Abgeordneten Knut Gerschau (FDP) und Sven-Christian Kindler (Grüne) im Bundestag vertreten.

### Bundestagswahl 2017
Zur Bundestagswahl am 24. September 2017 wurden 18 Landeslisten zugelassen. Die Parteien haben die folgenden Kandidaten aufgestellt.
| Direktkandidat         | Partei           | Erststimmen in % | Zweitstimmen in % |
| ---------------------- | ---------------- | ---------------- | ----------------- |
| Ursula von der Leyen   | CDU              | 28,9             | 24,4              |
| Yasmin Fahimi          | SPD              | 33,7             | 25,6              |
| Sven-Christian Kindler | GRÜNE            | 11,2             | 14,9              |
| Parwaneh Bokah         | DIE LINKE        | 9,3              | 12,0              |
| Ulla Ihnen             | FDP              | 5,5              | 10,0              |
| Herbert Klever         | AfD              | 7,2              | 7,6               |
| Thomas Ganskow         | PIRATEN          | 1,0              | 0,7               |
| –                      | NPD              | –                | 0,1               |
| –                      | Tierschutzpartei | –                | 0,9               |
| –                      | FREIE WÄHLER     | –                | 0,2               |
| Kurt-Peter Kleffel     | MLPD             | 0,2              | 0,1               |
| –                      | BGE              | –                | 0,3               |
| –                      | DiB              | –                | 0,3               |
| Sabine Huppert         | DKP              | 0,2              | 0,1               |
| –                      | Deutsche Mitte   | –                | 0,3               |
| –                      | ÖDP              | –                | 0,1               |
| Juli Klippert          | Die PARTEI       | 2,8              | 2,0               |
| –                      | V-Partei³        | –                | 0,2               |

### Bundestagswahl 2013
Zur Wahl am 22. September wurden 14 Landeslisten zugelassen.
| Direktkandidat         | Partei           | Erststimmen in % | Zweitstimmen in % |
| ---------------------- | ---------------- | ---------------- | ----------------- |
| Ursula von der Leyen   | CDU              | 33,9             | 29,9              |
| Edelgard Bulmahn       | SPD              | 42,8             | 34,7              |
| Patrick Döring         | FDP              | 1,5              | 4,3               |
| Sven-Christian Kindler | GRÜNE            | 10,2             | 15,5              |
| Jörn Jan Leidecker     | DIE LINKE.       | 6,2              | 8,0               |
| Christian Szymanek     | PIRATEN          | 2,1              | 2,2               |
| Karin Hollack          | NPD              | 0,6              | 0,5               |
| –                      | Tierschutzpartei | –                | 0,8               |
| –                      | MLPD             | –                | 0,1               |
| Jörn König             | AfD              | 2,7              | 3,4               |
| –                      | pro Deutschland  | –                | 0,1               |
| –                      | REP              | –                | 0,1               |
| –                      | FREIE WÄHLER     | –                | 0,3               |
| –                      | PBC              | –                | 0,1               |

### Bundestagswahl 2009
| Direktkandidat       | Partei     | Erststimmen | Zweitstimmen |
| -------------------- | ---------- | ----------- | ------------ |
| Edelgard Bulmahn     | SPD        | 39,6 %      | 29,8 %       |
| Ursula von der Leyen | CDU        | 32,1 %      | 24,3 %       |
| Maaret Westphely     | GRÜNE      | 11,4 %      | 17,7 %       |
| Patrick Döring       | FDP        | 6,2 %       | 11,6 %       |
| Heidrun Dittrich     | Die Linke. | 9,3 %       | 10,6 %       |
| Sonstige             | Sonstige   | 1,4 %       | 5,9 %        |

### Bundestagswahl 2005
| Direktkandidat           | Partei     | Erststimmen | Zweitstimmen |
| ------------------------ | ---------- | ----------- | ------------ |
| Edelgard Bulmahn         | SPD        | 54,3 %      | 45,1 %       |
| Friedbert Pflüger        | CDU        | 30,3 %      | 25,4 %       |
| Silke Stokar von Neuforn | GRÜNE      | 6,8 %       | 13,9 %       |
| Patrick Döring           | FDP        | 3,2 %       | 8,0 %        |
| Diether Dehm             | Die Linke. | 4,3 %       | 5,4 %        |
| Sonstige                 | Sonstige   | 1,1 %       | 2,2 %        |